# 性腥聞
《性腥聞》（英語：The Paperboy）是一部由李·丹尼尔斯联合编剧并执导的2012年美国犯罪片，改编自皮特·德克斯特1995年的同名小说同名小说。小说的灵感来源于一个真实的故事。影片讲述了迈阿密记者沃尔德·詹森回到自己家乡佛罗里达州调查一起涉及死刑犯的谋杀案。影片由马修·麦康纳、柴克·艾弗隆、妮可·基嫚、大衛·奧伊羅、約翰·庫薩克和梅茜·葛蕾主演。
该片由李·丹尼尔斯、希拉里·肖尔、阿维·勒纳、艾德·卡特尔三世和卡西安·埃尔维斯共同监制。影片于2012年5月24日在第65届戛纳电影节首映，并于2012年10月5日在全球上映。影片票房惨淡，首映周末的票房为102,706美元，全球票房为380万美元，而预算为1250万美元。尽管该影片褒贬不一，基嫚在此片中的表演还是获得了金球獎和美國演員工會獎提名。